# Concerto Suite For Electric Guitar & Orchestra In Eb Minor, Opus I - Millenium
 (septembre 2008).
Albums de Yngwie Malmsteen
Facing the Animal
(1997) Double LIVE!
(1998)
Concerto Suite For Electric Guitar & Orchestra In Eb Minor, Opus I - Millenium est un album studio de musique classique entièrement composé par Yngwie Malmsteen.
Enregistré à Prague avec l'Orchestre Philharmonique local, sous la direction du chef d'orchestre Yoel Levi, directeur de l'orchestre d'Atlanta. Il a ensuite été joué en concert à Tokyo en 2001 et sorti en CD et DVD sous le titre de Live with the New Japan Philharmonic.

## Liste des titres
Toutes les chansons sont écrites et composées par Yngwie Malmsteen.
| No  | Titre                | Durée |
| --- | -------------------- | ----- |
| 1.  | Icarus Dream Fanfare | 5:15  |
| 2.  | Cavallino Rampante   | 3:58  |
| 3.  | Fugue                | 3:38  |
| 4.  | Prelude to April     | 2:43  |
| 5.  | Toccata              | 3:58  |
| 6.  | Andante              | 4:19  |
| 7.  | Sarabande            | 3:22  |
| 8.  | Allegro              | 1:30  |
| 9.  | Adagio               | 3:09  |
| 10. | Vivace               | 4:50  |
| 11. | Presto Vivace        | 3:39  |
| 12. | Finale               | 1:50  |

## Autour de l'album
La composition de l'album s'est déroulée en 1996. Yngwie a enregistré les maquettes dans son studio, avec l'aide de Mats Olausson qui a synthétisé toutes les partitions d'orchestre. David Rosenthal, clavier de Whitesnake, a ensuite écrit la partition sur papier : 460 pages.
L'enregistrement de l'orchestre s'est déroulé en trois jours, en juin 1997. La guitare a été rajoutée en septembre de la même année dans le studio d'Yngwie. Ces prises séparées ont permis que les enceintes de la guitare ne tuent pas certaines harmonies de l'orchestre durant l'enregistrement.
Il existe deux versions de l'album : l'une en 48 pistes, et l'autre en 2 pistes, qui est la norme pour les CD de classique.
Certains passages de cette symphonie proviennent d'anciennes compositions d'Yngwie : on peut entendre des passages de Fire And Ice ou bien Icarus Dream Suite Op. 4.
Yngwie joue parfois de courts extraits de cet album en concert. Prelude To April et Fugue sont les morceaux joués régulièrement.